# 花咲ふくい農業協同組合

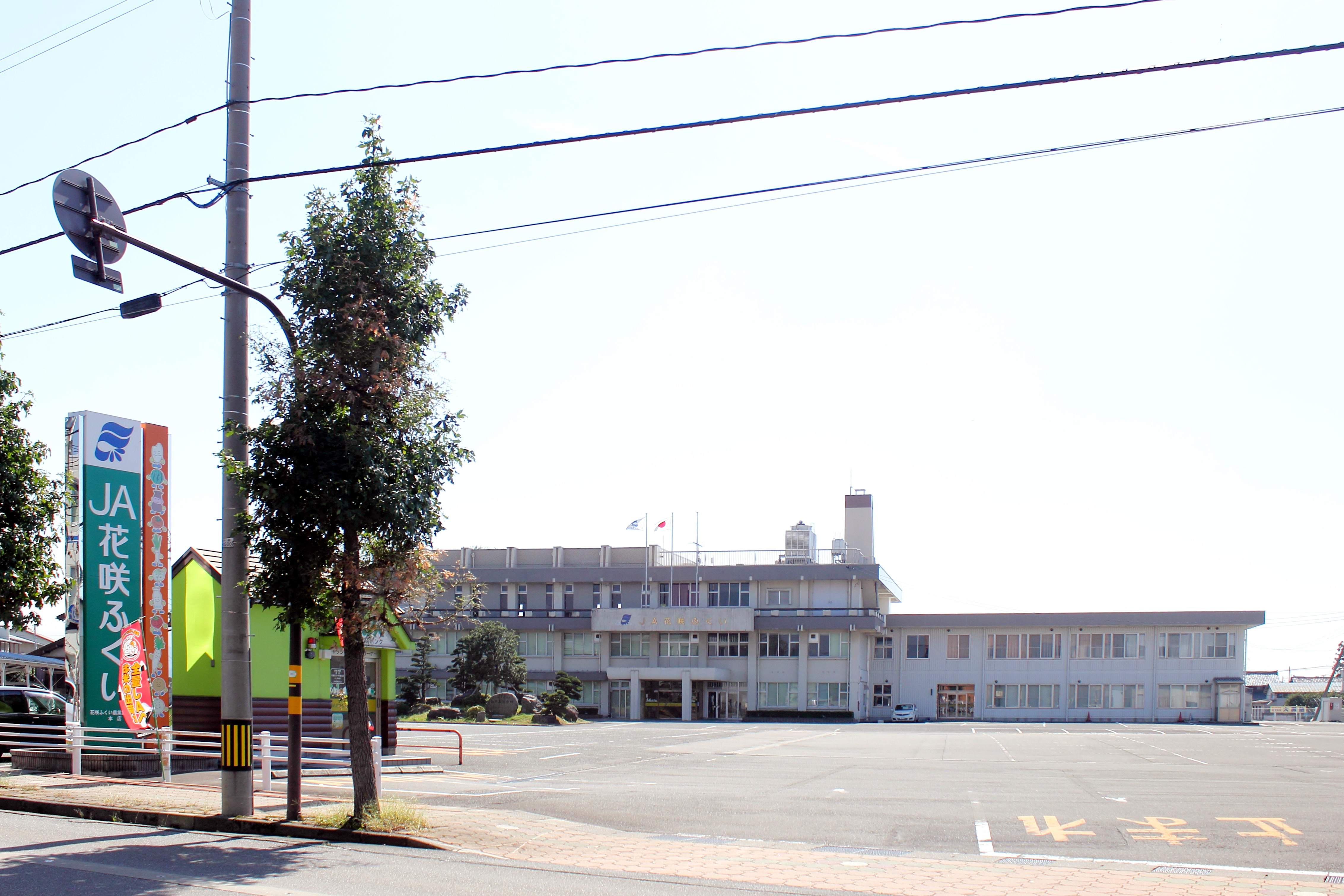
旧花咲ふくい農業協同組合 本店

花咲ふくい農業協同組合（はなさきふくいのうぎょうきょうどうくみあい）は、かつて福井県坂井市に本店を置いていた農業協同組合（JA）。通称はJA花咲ふくい。
2020年（令和2年）4月1日に、越前たけふ農業協同組合（JA越前たけふ）を除く福井県内の各JAと合併し福井県農業協同組合（JA福井県）が発足。これに伴い、JA花咲ふくいは廃止された。

## 概要
- 1996年1月1日、坂井郡のJAみくに（三国町）・JA芦原（芦原町）・JA金津町（金津町）・JAまるおか（丸岡町）・JAさかい（坂井町）の5JAが合併して誕生。
  - 管轄の区域はあわら市と坂井市（春江町を除く）
- 旧本店：福井県坂井市坂井町上新庄第42号19番地（現在はJA福井県の坂井営農経済センターとなっている[5]）
- フード三国（坂井市三国町）JA花咲ふくいの完全子会社（現在はJA福井県の完全子会社フード福井）、みくにショッピングワールド・イーザ内でAコープジェスタを運営していた[6]。